# Новая Галиция

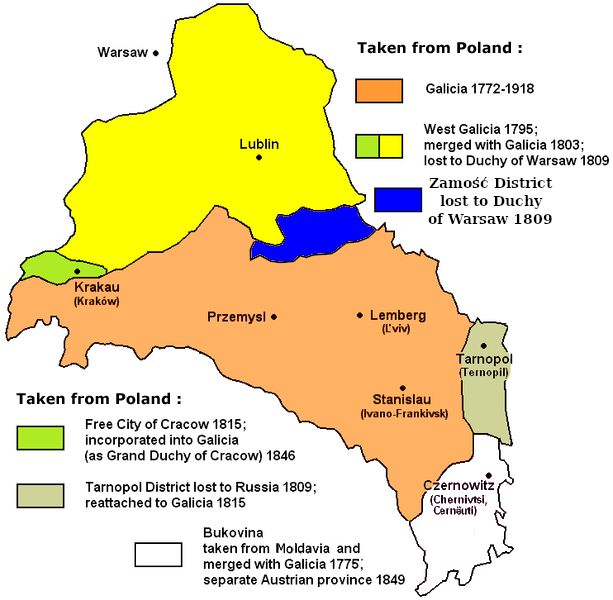
Территориальные изменения в Галиции, 1772—1918 годы.

Западная или Новая Галиция (пол. Nowa Galicja, нем. Neugalizien) — была административным районом австрийской империи Габсбургов, созданной из территорий полученных в результате Третьего раздела Речи Посполитой в 1795 году.
Во времена А. В. Суворова население Карпат, в Западной Галиции, занимавшееся изготовлением деревянных изделий — Гораллы.

## История
После неудачного восстания (бунта) Костюшко 1794 года, император Франц II Габсбург договорился с Российской императрицей Екатериной II о наведении порядка в Европе, и о новом разделе Речи Посполитой, в результате которого она перестала существовать. 24 октября 1795 года к договору присоединилась Пруссия. Австрия, которая ранее не участвовала во Втором разделе сейчас получила Краковское, Люблинское, часть Мазовецкого, Подляшского, Холмского и Брест-Литовского воеводств, которые вошли в состав Северной Галиции и Лодомерии полученные в Первый Раздел 1772 года.
В 1803 году вошла в состав Королевство Галиции и Лодомерии при малой ограниченной автономии.
Существовала до поражения австрийцев в Войне Варшавского герцогства с Австрией после которой край вошёл в состав Варшавского герцогства.
После 1815 года территория Новая Галиция была разделена между Царством Польским и Вольным городом Краковом.